# 元朗駅

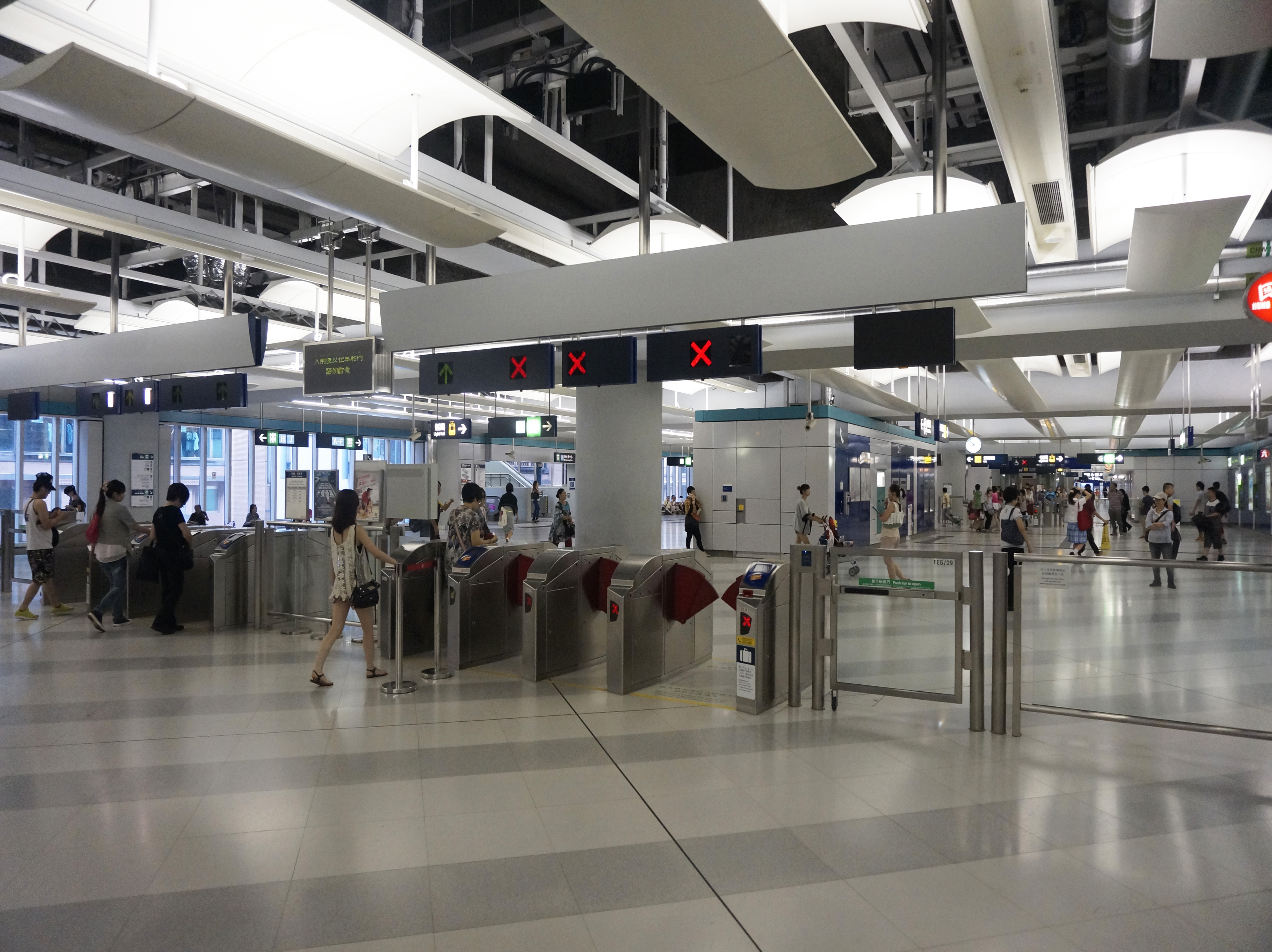
コンコース

1番道全景图

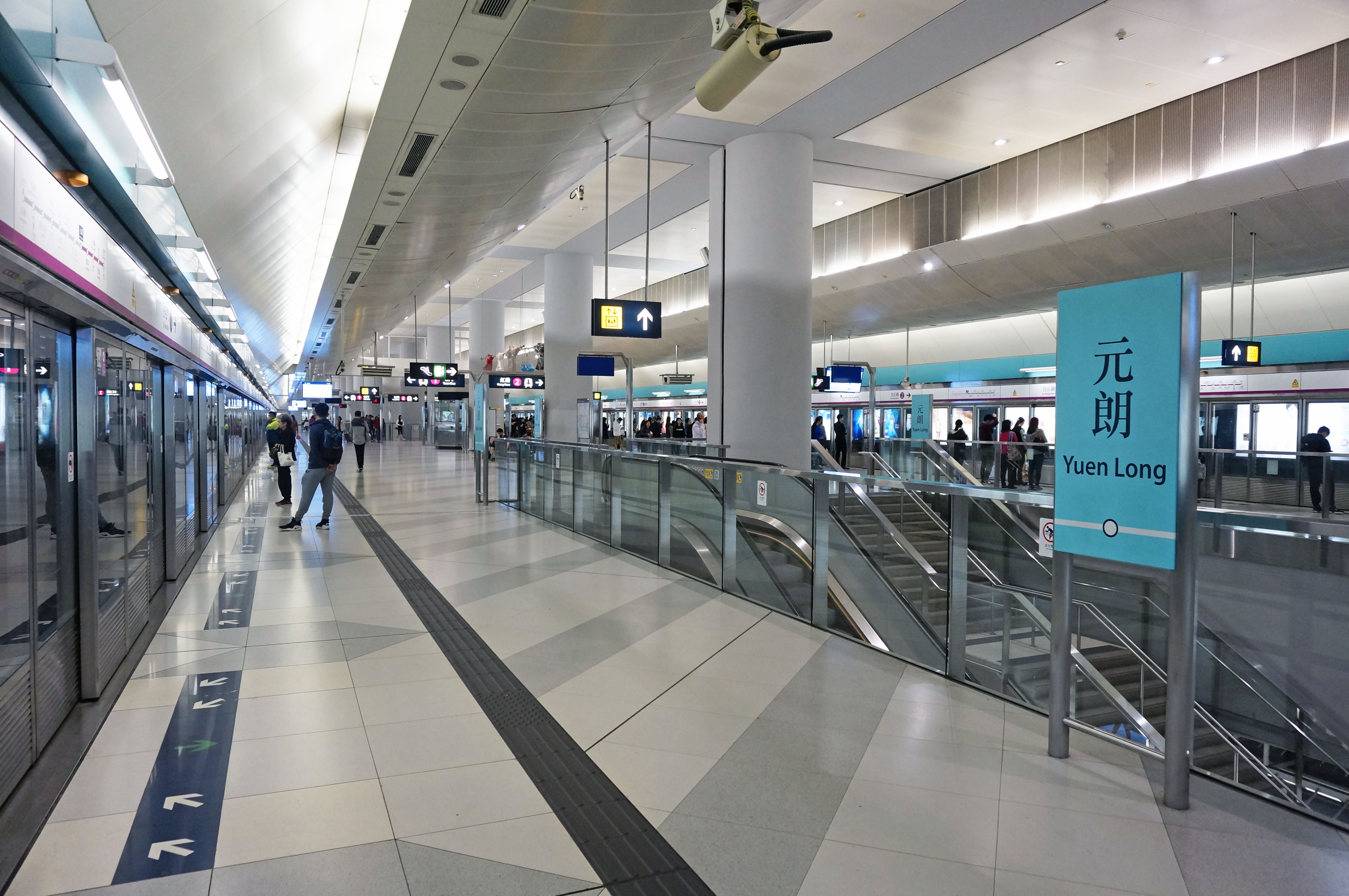
2番道全景图

元朗駅（げんろうえき、ユンロンえき）は、香港新界元朗区朗日路にある、香港鉄路（港鉄MTR）の駅である。軽鉄の駅番号は600。

## 利用可能な路線
- 香港鉄路
  - ■屯馬線
  - ■軽鉄
    - 系統■610、■614、■615、■761P。

## 駅構造

### 屯馬線
- 島式ホーム1面2線をもつ高架駅である。

| P ホーム | ➋番線                      | ■屯馬線烏渓沙方面→           |
| P ホーム | 島式ホーム、右側の扉が開く |                              |
| P ホーム | ➊番線                      | ←■屯馬線屯門方面             |
| C 改札階 | 改札階                     | 受付センター、トイレ         |
| C 改札階 | 改札階                     | 商店、自動販売機、自動櫃員機 |
| C 改札階 | 改札階                     | 「e分鐘著數」機              |
| G 地面   | ■軽鉄元朗駅                | 出口、■軽鉄、バスターミナル  |

### 軽鉄
- 単式ホーム5面5線をもつ地上駅である。
- 北口は屯馬線のコンコースにつながっている。

| -           | 上蓋物業 | 新元朗中心                               |
| 月台 (地面) | 出口     | ■屯馬線元朗駅、軽鉄客務中心              |
| 月台 (地面) | 出口     | 元朗駅公共運輸交匯処、元朗（東）巴士総站 |
| 月台 (地面) | ❶番線    | ■留置線                                  |
| 月台 (地面) | ❷番線    | ■系統614 屯門碼頭方面                    |
| 月台 (地面) | ❸番線    | ■系統610 屯門碼頭方面                    |
| 月台 (地面) | ❹番線    | ■系統615 屯門碼頭方面                    |
| 月台 (地面) | ❺番線    | ■系統761P 天逸方面                       |
| 月台 (地面) |          |                                          |
|             |          |                                          |

## 駅周辺
- 形點II
  - 元気寿司
  - 天丼てんや
  - ペッパーランチ
  - マクドナルド
- 新元朗中心
- 西辺囲
- 南辺囲
- 博愛医院

## 歴史
- 1988年（昭和63年）9月18日 - 九広軽鉄の第一期開業、九広軽鉄の元朗駅（元朗總站）地上駅開業、この駅は単向式と独立式ホーム3面3線。（この旧駅は元朗東バス停留所の南端に位置する）
- 1993年（平成5年）頃 - 新元朗中心が落成し、新しい九広軽鉄の元朗駅開業、元朗東バス停留所の南端の旧駅は廃止となる。
- 2000年（平成13年）頃 - 九広西鉄の敷設開始、九広西鉄の元朗駅も工事開始。
- 2001年（平成13年）頃 - 九広西鉄の元朗駅が完成。
- 2003年（平成15年）12月20日 - 九広西鉄開業、九広西鉄の元朗駅は正式に開業する。
- 2019年（令和元年）7月21日午後10時半（現地時間。日本時間で午後11時半）頃、棒や刃物を持った白い上着の集団が駅を襲撃し、デモ参加者・利用客・報道陣など45人を負傷させた。攻撃を行った集団は香港の犯罪組織（黒社会）である『三合会』とみられるが、香港警察は発生直後に対処しなかったことから『警黒勾着（警察と黒社会の癒着）』と非難された。

## 隣の駅
香港鉄路
■屯馬線
朗屏駅 - 元朗駅 - 錦上路駅
■軽鉄
■系統610・■系統614・■系統615・■系統761P
大棠路駅 (590) - 元朗総站(600)